# Ueken
Ueken is een plaats en voormalige gemeente en plaats in het Zwitserse kanton Aargau en maakt deel uit van het district Laufenburg.
Ueken telt 849 inwoners.

## Externe link

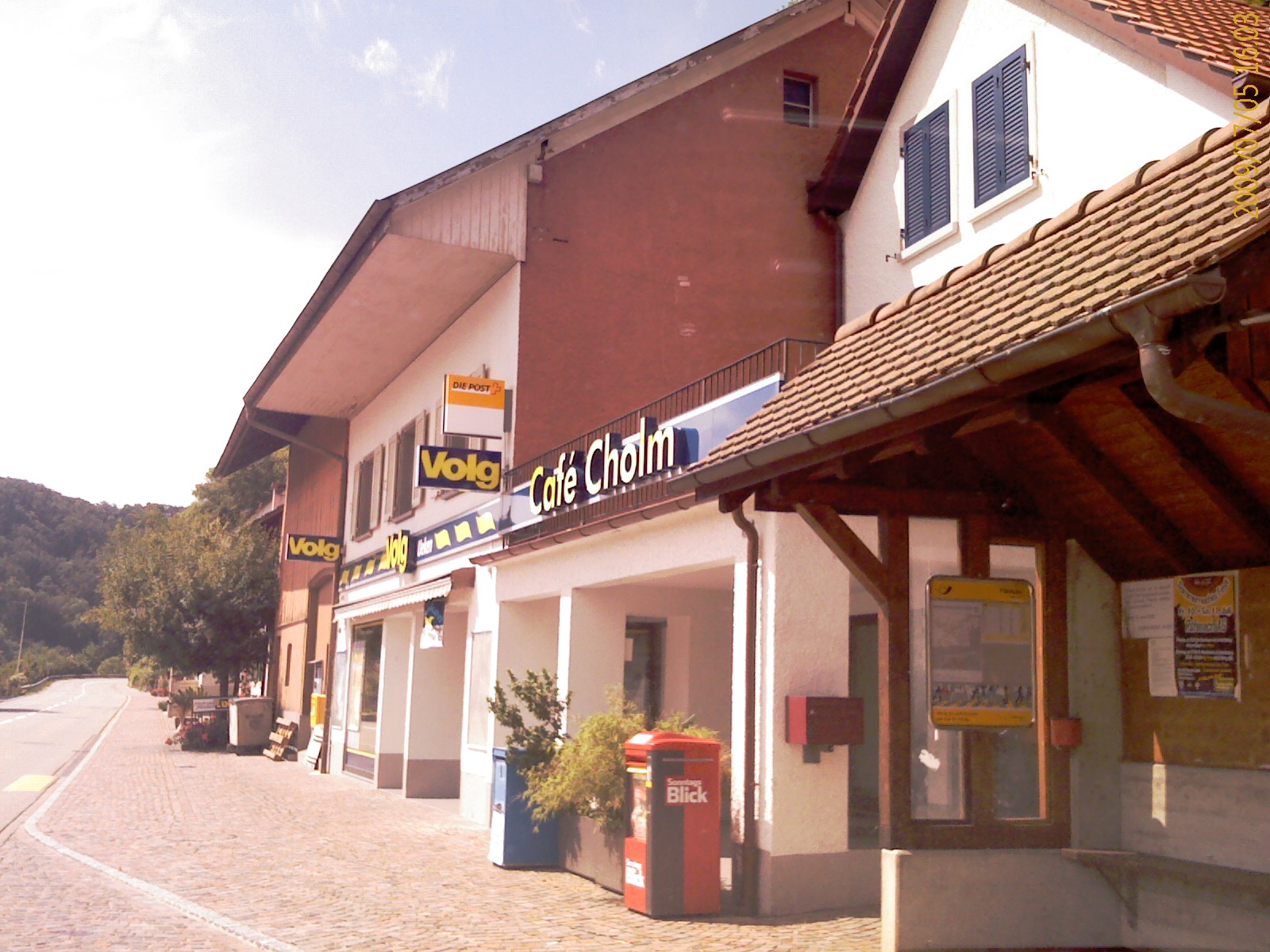
Supermarkt te Ueken